# Мобільні ігри серії Resident Evil
Починаючи з Biohazard i Survivor 2001 року, загалом було випущено кілька мобільних ігор, створених на основі франшизи survival horror серії Resident Evil. Ігри відрізняються за жанрами та сеттингами і були розроблені японською та канадською філіями компанії Capcom.

## Resident Evil: The Missions
Resident Evil: The Missions (укр. Оселя зла: Місії), також відома як Biohazard: The Missions в Японії — відеогра у жанрі survival horror, розроблена компанією Capcom. Являє собою серію коротких завдань, які можна виконати за короткий проміжок часу. Існує також розширена 3D-версія гри. У The Missions гравці в основному керують Джилл Валентайн, хоча інших персонажів можна розблокувати через подальший прогрес.
Гра містить 150 різних місій. Хоча деякі з них мають однакову мету, не існує повністю однакових місій. Цілі варіюються від вбивства ворогів певним чином, вбивства ворогів з обмеженим арсеналом, прибуття на місце за заданий час або боротьби з ворогами в темряві. Існує також кілька предметів для розблокування, наприклад, кілька нових костюмів, галерея зображень, зброя або додаткове обладнання, таке як легкі черевики, що збільшують швидкість пересування, лазерний приціл, що покращує прицілювання, кастомізаційний пакет, який надає кожній зброї унікальну здатність, або додатковий пакет, який дає можливість носити два додаткові звичайні предмети. В кінці кожної місії підраховується час, кількість вбитих, пошкоджень або комбінація цих трьох показників, а також кількість використаних предметів.

## Resident Evil: Confidential Report
Resident Evil: Confidential Report (укр. Оселя зла: Конфіденційний звіт) — серія покрокових стратегій від Capcom, що вийшла у 2004 році. Складається з чотирьох ігор (File 1-4). Confidential Report помітно відрізняється від своїх попередників. У ній використовується покрокове переміщення та бойова система на основі сітки. Як і в Resident Evil 2, кожна гра має два сценарії з двома різними персонажами.

### Сюжет
Новоспеченого поліцейського Тайлера Гамільтона призначили охороняти сховище компанії Umbrella в Раккун-Сіті, коли під землею стався вибух, що зруйнував фундамент. Тайлера збиває з ніг, і він опиняється у пастці всередині сховища, коли, прокинувшись, помічає орду мерців, що наближається до нього. Тим часом агент ФБР Наомі МакКлейн відправляється до міста, щоб розслідувати експерименти цього об'єкту і знайти те, що не вдалося попередньому агенту — конкретні докази, отримані безпосередньо від таємних інформаторів ФБР, які працюють у лавах корпорації.
Переживши жахіття зараженого сховища, Тайлер знаходиться у місцевому відділку поліції. Раптом лунає сигнал тривоги з Університету Раккун. Керований почуттям обов'язку, Тайлер відважно вирушає до університету, переконаний, що там можуть бути вцілілі. Без відома Тайлера, Наомі також отримує сигнал тривоги і розуміє, що існує велика ймовірність того, що тривогу здійняв один з інформаторів, якого вона шукає. Вона вирушає до університету, щоб знайти більше зачіпок до Амбрелли і врятувати цю вкрай важливу людину.

## Resident Evil: Genesis
Resident Evil: Genesis (укр. Оселя зла: Генезис) — пригодницька головоломка, розроблена Capcom Interactive Canada і випущена 5 березня 2008 року. У Genesis гравці повертаються до витоків франшизи Resident Evil, взявши на себе роль Джилл Валентайн, яка розслідує зникнення команди STARS Bravo та розкриває таємниці, приховані в маєтку Освелла Е. Спенсера. Genesis була розроблена з нуля як мобільна гра, розроблена для більш ефективної роботи з обмеженою схемою управління та розміром екрану. В результаті вийшла гра, яка більше схожа на головоломку, ніж на звичний для консолей survival horror. Гра отримала 7,8 з 10 балів від IGN та «А» від 1UP.com.

## Resident Evil: Mercenaries Vs.
Resident Evil: Mercenaries Vs. (укр. Оселя зла: Найманці проти) — багатокористувацька гра для iOS. На вибір гравцям пропонуються три персонажі: Кріс Редфілд, Альберт Вескер та Джилл Валентайн. Всі персонажі носять вбрання, яке вони носили в Resident Evil 5. На початку гри доступні три карти, які називаються «Док», «Форт» й «Замок». Всі вони були взяті з Resident Evil 4 і містять багато заражених плаґас Ганадо та Ганадо з бензопилою. Як і в багатьох іграх про найманців нового покоління, гравцям потрібно набрати якомога більше очок, вбиваючи біоорганічну зброю (Б.О.З.). Комбіновані удари можуть збільшити час таймера для гравця, тим самим дозволяючи йому набрати ще більше очок. Mercenaries Vs. підтримує командні онлайн-матчі 2 проти 2, в які можна грати безкоштовно через Wi-Fi. Матч 1 проти 1 можна грати через Bluetooth, також доступна однокористувацька гра у режимі тренувань. Оскільки це гра «Vs», гравці можуть боротися проти інших гравців, керованих штучним інтелектом.

## Resident Evil: Degeneration
Resident Evil: Degeneration (укр. Оселя зла: Виродження) — відеогра, заснована на однойменному CGI-фільмі і включає в себе багато аспектів з нього. Гра використовує той самий 3D-рушій, що й Resident Evil 4 Mobile Edition, та може похвалитися найкращою графікою серед усіх мобільних ігор серії Resident Evil, а також повноцінним 3D-середовищем, в якому розгортається дія гри. На відміну від CGI-фільму, гравець проводить набагато більше часу в аеропорту, маючи на меті не допустити підняття в повітря інфікованих літаків на автопілотах. Degeneration був масштабним проектом і одним із флагманських тайтлів класу «ААА» для перезапущеної платформи N-Gage.

## Resident Evil: Assault The Nightmare
Resident Evil: Assault The Nightmare (укр. Оселя зла: Штурм кошмару) — мобільна гра, розроблена компанією LivingMobile. Assault the Nightmare представляє собою шутер від першої особи, де гравці використовують клавіші зі стрілками на телефоні, щоб націлити зброю навпроти натовпу нежиті, що наближається. Графічне оформлення виконано в стилі аніме. У замку за містом відбуваються жахливі події, і гравця просять відправитися туди.

## Resident Evil: Zombie Buster
Resident Evil: Zombie Buster (укр. Оселя зла: Винищувач зомбі) — перша спроба Capcom проникнути в стрімко зростаючу індустрію мобільних відеоігор. Гра використовує вже добре знайомих персонажів та істот зі всесвіту Resident Evil. На вибір гравцеві пропонується Леон С. Кеннеді або Клер Редфілд, перед якими стоїть завдання захистити рубіж, який зомбі намагаються прорвати.

## Resident Evil: Uprising
Resident Evil: Uprising (укр. Оселя зла: Повстання) — пряме продовження Resident Evil: Genesis; альтернативний варіант гри, що відтворює деякі з найбільш пам'ятних моментів серії. Як і Genesis, гра розділена на ізометричні квадрати, подібно до серії Confidential Report, але цього разу місцем дії є поліцейська дільниця Раккун-Сіті з героїнею Resident Evil 2, Клер Редфілд. У пошуках свого загубленого брата, Кріса Редфілда, Клер прибуває до міста, яке переповнене нежиттю та іншими чудовиськами. Спочатку Клер і Леон шукають прихистку в поліцейській дільниці, але потім їм доводиться з боєм вибиратися з будівлі, щоб уникнути всіх жахів, які ховаються в кожній кімнаті.

## Resident Evil: Outbreak Survive
Resident Evil: Outbreak Survive (укр. Оселя зла: Пережити спалах епідемії) — мобільна гра, в якій гравці опиняються в ролі цивільних мешканців наводненого зомбі міста Раккун-Сіті. Вони повинні пережити спалах епідемії, попутно виконуючи різні завдання разом у кооперативі.